# Majorica
Majorica is sinds 1890 de merknaam van kunstmatig vervaardigde parels, die worden geproduceerd door het op Mallorca gevestigde bedrijf Majorica SA.  Majorica parels hebben een betere gelijkenis met natuurlijke parels, dan imitatieparels (bijvoorbeeld plastic kralen).

## Geschiedenis

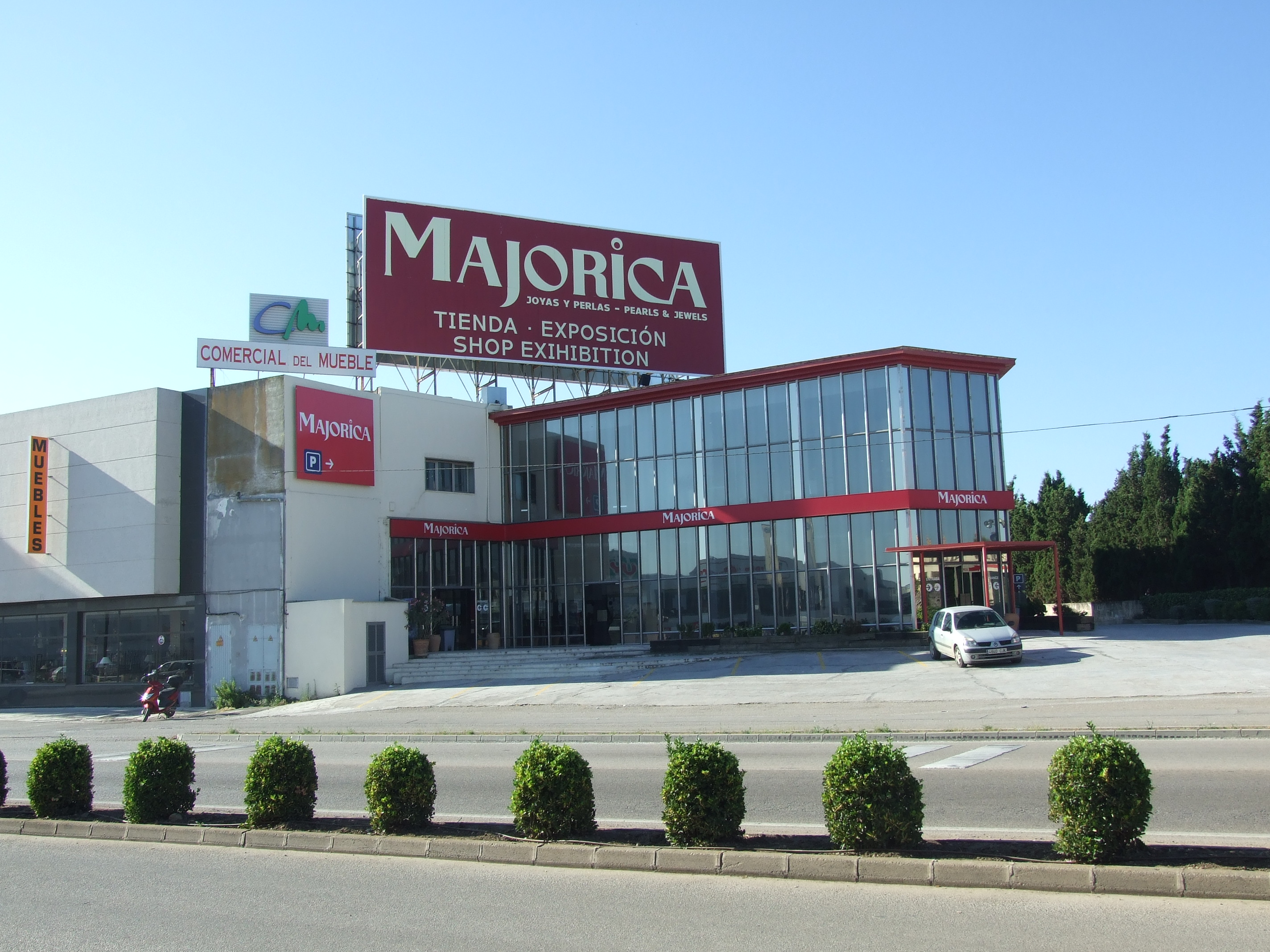
Toonzalen van Perlas Majorica S.A. in Manacor op Mallorca.

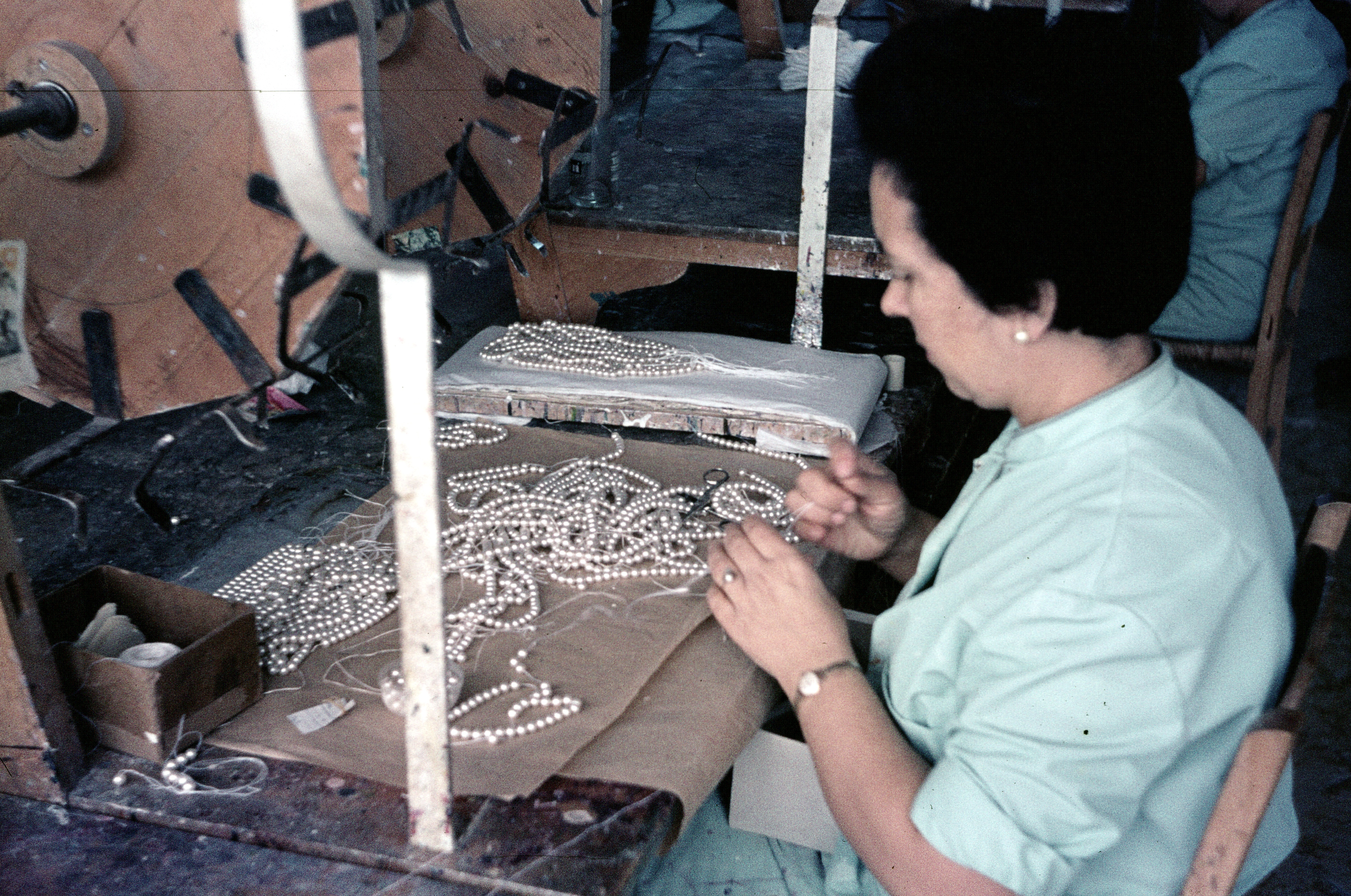
In de productieruimte van Perlas Majorica in 1967 in het centrum van Manacor.

In 1890 richtte Eduardo Hugo Heusch, een Duitse immigrant een fabriek op in Manacor op Majorica voor de vervaardiging van zijn kunstmatige parels. Hij ontwikkelde een procedé voor de productie ervan. Heden ten dage staat dit bedrijf bekend onder de naam Perlas Majorica S.A..

## Productie
Majorica parels worden niet gevormd in oesters, maar op kunstmatige wijze. De authentieke onderdelen van fabricage zijn een goed bewaard geheim, maar het proces is niet. Allereerst is een kern van speciaal opaalglas nodig. Dit is glas van een hoge dichtheid en met een soortelijk gewicht, vergelijkbaar met dat van echte parels. Op deze glazen kraal worden vervolgens ongeveer 30 lagen aangebracht van een speciale parelachtige vloeistof, hemage. Dit is een kleverige vloeistof van olie en gemalen vissenschubben of parelmoer die dient om het iriseren van het oppervlak van een cultuurparel te repliceren.  
De van een coating voorziene kernen worden vervolgens gedroogd en met de hand gepolijst om onvolkomenheden zoals oneffenheden en vlekken te verwijderen. Om de duurzaamheid te garanderen, worden de gevormde lagen aan verschillende gassen en oplossingen blootgesteld, om die ongevoelig voor verkleuren, loslaten en afschilferen te maken. Doordat deze parels fabrieksmatig gemaakt worden en er geen oester of mossel aan te pas komt zouden deze majorica parels beter kralen genoemd kunnen worden. Ze worden veel als echte parels verkocht aan nietsvermoedende toeristen.

## Verschillen
Majorica parels verschillen van oesterparels in meerdere opzichten: 
- Majorica parels zijn kunstmatig in een fabriek onder strenge controle van het productieproces; oesterparels groeien in de natuur met onregelmatigheden op ongecontroleerd door de mens.
- Het duurt slechts enkele weken om een Majorica parel te produceren, terwijl het jaren duurt om een omvangrijke oesterparel te verkrijgen en slechts 5% zijn gem kwaliteit[1] parels.
- Majorica parels hebben gebrek aan individualiteit, zoals alle Majorica parels perfect op elkaar afgestemd zijn en rond van vorm zijn, terwijl geen twee oester parels gelijk zijn. Het onderscheid van de oesterparel komt voort uit bepaalde onvolkomenheden, vergelijkbaar met moedervlekken of vingerafdrukken.

## Imitaties
In de loop der jaren zijn een aantal goedkope imitaties opgedoken met verwarrende namen zoals Parels uit Mallorca of Mallorca parels. Dit zijn allemaal imitaties van mindere kwaliteit en schaden het imago en naamsbekendheid van de ware Majorica parels.

## Trivia
Er verscheen een album uit de Jerom (stripreeks) over dit onderwerp; De parels van Mallorca (1969).